# Aeroportul Cartersville
Aeroportul Cartersville (IATA: VPC, ICAO: KVPC, FAA LID: VPC) este un aeroport din Georgia, Statele Unite ale Americii ce deservește zona Cartersville⁠(d). Aeroportul a fost tranzitat în 2019 de 38 de pasageri. A fost numit după zona deservită.
Situat la o altitudine de 231 m, aeroportul dispune de 1 pistă.

## Infrastructură

### Piste
Aeroportul dispune de o singură pistă. Pista 01/19 are suprafața de asfalt și dimensiunile 5.760 picioare × 100 picioare. 